# 本山勝寛
本山 勝寛（もとやま かつひろ、1981年3月13日  - ）は、日本の経営者、著作家、ブロガー。株式会社4kiz代表取締役CEOを務める。

## 経歴
5人きょうだいの4番目として大分県に生まれる。兄が2人、姉と妹がそれぞれ1人いる。少年時代は、母親とは12歳で死別、14歳から新聞配達やウェイターなどをする極貧アルバイト生活を送り、15歳の時に父親がホンジュラスに移住、長兄と姉も国外にいたため、家では次兄と妹と自分の3人だけで生活していた。高校は大分県立大分上野丘高等学校に進学。高校1年まで野球部に所属していたが、父親がホンジュラスに移住した際に退部し、アルバイトを本格的に始め、家計を支えた。高校2年終了時の模試判定がE判定だったが、塾や家庭教師に頼らずに独学で受験勉強をし、1999年に東京大学理科一類に現役合格を果たした。
東京大学では、理科I類から工学部システム創成学科知能社会システムコースに進学、2003年に卒業し、学士（理学）の学位を取得した。日本学生支援機構と地元の大分市から貸与型奨学金合計400万円を借りて大学生活に充てた。在学中は原理研究会に所属し、3年次には代表を務めた。卒業後は鮮文大学校と統一神学校に留学して統一神学を学んだ。その間、短期間ながらJr.STFプログラムのスタッフとして活動した。その後、ハーバード大学教育大学院に留学し、2007年に国際教育政策修士課程を修了。修了後は日本財団に就職した。
日本財団での勤務のかたわら、東京大学やハーバード大学の受験経験などをもとに『お金がなくても東大合格、英語がダメでもハーバード留学、僕の独学戦記』（ダイヤモンド社）や『16倍速勉強法』（光文社）を出版した。その後、『マンガ勉強法』（ソフトバンククリエイティブ）や『YouTube英語勉強法』（サンマーク出版）、『16倍速英語勉強法』（朝日新聞出版）、『最強の独学術』、『最強の暗記術』、『好奇心を伸ばす子育て』（大和書房）、『今こそ「奨学金」の本当の話をしよう。』（ポプラ社）など、勉強法や教育論、子育て本などを著した。
日本財団では、広報グループおよび国際協力グループを経て、同財団のパラリンピックサポートセンターへ出向。同センターの推進戦略部・広報部ディレクターを務め、香取慎吾ら新しい地図によるパラスポーツ応援の普及啓発事業担当などを務めた。同センター出向終了後、日本財団の子どもサポートチームのチームリーダーを歴任。
2021年12月に日本財団を退職し、子ども向けSNSを開発する株式会社4kizを創業、代表取締役CEOに就任。2022年7月、同社から12歳以下の子供向けSNSアプリをリリース。2024年5月に同アプリの利用可能年齢を15歳以下に引き上げた。

## 著書
- 『お金がなくても東大合格、英語がダメでもハーバード留学、僕の独学戦記』ダイヤモンド社、2007年。ISBN 9784478003251。
- 『16倍速勉強法―「東大」「ハーバード」ダブル合格』光文社〈光文社ペーパーバックスBusiness〉、2008年。ISBN 9784334934316。（のち光文社知恵の森文庫、2011年、ISBN 9784334785871）
- 『マンガで鍛える読書力』PHP研究所、2009年。ISBN 9784569706603。
- 『「東大」「ハーバード」流・16倍速仕事術 「掛け算」で成果を伸ばす』光文社、2010年。ISBN 9784334976118。
- 『YouTube英語勉強法』サンマーク出版、2011年。ISBN 9784763130792。
- 『頭がよくなる! マンガ勉強法』ソフトバンククリエイティブ〈ソフトバンク文庫〉、2012年。ISBN 9784797371154。
- 『ハーバード合格 16倍速英語勉強法』朝日新聞出版、2015年。ISBN 9784023313842。
- 『一生伸び続ける人の学び方』かんき出版、2016年。ISBN 9784761271923。
- 『最強の独学術~自力であらゆる目標を達成する「勝利のバイブル」』大和書房、2017年。ISBN 9784479796107。
- 『今こそ「奨学金」の本当の話をしよう』ポプラ社〈ポプラ新書〉、2018年。ISBN 9784591158029。
- 『最強の暗記術』大和書房、2018年。ISBN 9784479796619。
- 『そうゾウくんとえほんづくり』KADOKAWA、2019年。ISBN 9784046045362。
- 『最強の独学術 自力であらゆる目標を達成する「勝利のバイブル」』大和書房〈だいわ文庫〉、2020年8月。ISBN 978-4-479-30828-7。
- 『自力でできる子になる好奇心を伸ばす子育て』大和書房、2020年9月。ISBN 978-4-479-78517-0。
- 『最強の暗記術 あらゆる試験・どんなビジネスにも効く「勝利のテクニック」』大和書房〈だいわ文庫〉、2021年2月。ISBN 978-4-479-30855-3。

### 共著
- 『学べるマンガ100冊』（佐渡島庸平・里中満智子共著、文藝春秋、2016年、ISBN 9784163904764、ISBN 416390476X）